# Нова црква Преображења Господњег у Шапинама
Црква Преображења Господњег у Шапинама, насељеном месту на територији општине Мало Црниће, припада Епархији браничевској Српске православне цркве. Црква је подигнута 2002. године поред старијег храма истог посвећења, подигнутог 1868. године.
Храм је грађен у српско-византијском стилу са једном куполом. Фасада је бледо окер боје са адекватним бордурама боје цигле. Изнад улазних врата је фреска Преображења господњег, а чеони део краси прозор у облику розете. Нову црвку Светог Пребражења Господњег краси велики иконостас и сви зидови су у потпуности фрескописани. Једна од посебних композиција је „Сабор у Жичи” на којој Свети Сава држи велики сабор у Жичи и крунише свог брата Стефана.
Порта има 33 ара и уз стару и нову цркву, ту су звонара, црквена сала и парохијски дом. У знак сећања на пале ратнике овог краја у ратовима 1912-1918. године, подигнут је споменик од белог мермера са натписом: „На гробове у туђини наше цвеће неће нићи, поздравите нашу децу  нећемо им никад стићи”.